# The Concert for New York City
The Concert for New York City foi um concerto beneficente realizado em 20 de outubro de 2001 no Madison Square Garden em Nova York em resposta aos ataques de 11 de setembro de 2001. A maioria da platéia era composta pela família e colegas de membros do Corpo de Bombeiros e do Departamento de Polícia de Nova York.
O concerto foi organizado por Paul McCartney e apresentou muitos de seus contemporâneos britânicos, como Mick Jagger, Keith Richards, The Who, David Bowie e Eric Clapton, e também trouxe diversos curtas feitos pelos cineastas mais famosos de Nova York - Woody Allen, Martin Scorsese e Spike Lee.
As apresentações foram transmitidas ao vivo pelo canal VH1, e um álbum e um DVD com os melhores momentos foi lançado em 2002. 

## Lista de artistas e canções
Em ordem de aparição:
- David Bowie — "America", "Heroes"
- Bon Jovi — "Livin' on a Prayer", "Wanted Dead Or Alive", "It's My Life"
- Jay-Z — "Izzo (H.O.V.A.)"
- Goo Goo Dolls -  "Iris", "American Girl"
- Billy Joel — "Miami 2017", "New York State of Mind"
- Destiny's Child — "Emotion", "Walk With Me (Gospel Medley)"
- Eric Clapton e Buddy Guy — "Hoochie Coochie Man", "Crossroads"
- Backstreet Boys — medley de sucessos, "Quit Playing Games (With My Heart)"
- Melissa Etheridge — "Come To My Window", "Born To Run"
- The Who — "Who Are You", "Baba O'Riley", "Behind Blue Eyes" "Won't Get Fooled Again"
- Mick Jagger e Keith Richards — "Salt of the Earth", "Miss You"
- Macy Gray — "With A Little Help From My Friends"
- James Taylor — "Fire and Rain", "Up on the Roof"
- John Mellencamp — "Peaceful World"
- John Mellencamp e Kid Rock — "Pink Houses"
- Five for Fighting — "Superman (It's Not Easy)"
- Janet Jackson — "Together Again"
- Elton John — "I Want Love", "Mona Lisas and Mad Hatters"
- Elton John e Billy Joel — "Your Song"
- Paul McCartney — "I'm Down", "Lonely Road", "From a Lover to a Friend", "Yesterday", "Freedom", "Let It Be", "Freedom" (reprise)"